# Caro Ibarra
Carolina Ibarra (Buenos Aires; 6 de mayo de 1980) conocida artísticamente como Caro Ibarra es una actriz, cantante, presentadora y escritora argentina. Es conocida por haber sido la conductora del programa Zapping Zone y por el papel de Ana Valparaíso en la telenovela juvenil Soy Luna, ambos proyectos emitidos por Disney Channel Latinoamérica.

## Carrera
Desde muy pequeña demostró inclinación para el lado artístico tomando clases de teatro, comedia musical, baile y canto.
Su debut en el espectáculo ocurre en el año 2000, donde tras realizar un casting fue seleccionada para conducir junto a Dany Martins el ciclo televisivo Zapping Zone junto a Diego Topa, Diego Sassi Alcala, Veronica Spinelli, Javier Zucker y Catalina Carreño, en dicho programa Ibarra interpretó canciones y entrevisto a grandes figuras del espectáculo nacional e internacional. Más tarde en el año 2008, abandonó el proyecto por iniciativa propia.
En el 2003 ocurrió su debut actoral al participar en algunos episodios de la segunda temporada de la tira Rebelde way, producida por Cris Morena.
Su debut en cine ocurrió en el año 2008 al interpretar a Marta en la película juvenil High School Musical: El Desafío, además de actuar en la serie emitida por El Trece, Socias.
Luego en el 2010 condujo Recurso natural junto a Eduardo de la Puente, ese mismo año es convocada por Cris Morena para que conducir el ciclo Team Angels, un ciclo relacionado con la banda musical Teen Angels en el cual entrevistaba a los miembros de dicha banda y mostraba las presentaciones en vivo de la banda, por lo cual Ibarra junto a la banda viajó a distintos países como Israel, Italia, España, entre otros.
En el 2010 ingresó como conductora del ciclo La casa del pop (programa emitido por Quiero música en mi idioma), labor que llevaría adelante por casi 1 década hasta abril del 2020.
En el 2011 junto a Juanchi Macedonio, produjo y protagonizó el show infantil El mundo de Caro & Juanchi, realizando giras por toda Argentina y en el 2012 publicaron un CD de música con las canciones de la obra.
En el 2013 y 2014 protagonizó el musical Legalmente rubia, con el cual también lanza un disco con las canciones de la obra.
Su salto a la fama internacional ocurrió en el año 2016 al interpretar a Ana Valparaíso en la serie juvenil Soy luna, papel que interpretó en las 3 temporadas (2016, 2017 y 2018 respectivamente).
En el 2017 grabó el piloto de la serie juvenil Motorhome Pop. Ese año volvió a protagonizar el musical infantil el mundo de caro y Juanchi con Juan Alejandro Macedonio.
Actualmente, está es parte de la radio en Concepto 95.5FM al frente de "Tarde sin Siesta", junto a su hermano Federico el cual comenzó en mayo del 2020.

## Televisión
| Año       | Programa                      | Canal                        | Personaje/rol                    |
| --------- | ----------------------------- | ---------------------------- | -------------------------------- |
| 2000-2010 | Zapping Zone                  | Disney Channel Latinoamérica | Conductora                       |
| 2003      | Rebelde Way                   | Canal 9                      | Amalia                           |
| 2005      | Planeta Disney                | Telefe                       | Conductora                       |
| 2008      | Socias                        | Canal 13                     | Maite                            |
| 2009      | Team Angels                   | Telefe                       | Conductora                       |
| 2010      | Recurso natural               | TV Pública                   | Conductora                       |
| 2010-2014 | Pecezuelos                    | Disney Channel Latinoamérica | Ostrencia (Actriz de doblaje)    |
| 2011-2020 | La casa del pop               | Quiero                       | Conductora                       |
| 2013-2017 | Liv y Maddie                  | Disney Channel Latinoamérica | Karen Rooney (Actriz de doblaje) |
| 2015      | Violetta                      | Disney Channel Latinoamérica | Profesor Particular              |
| 2016-2018 | Soy Luna                      | Disney Channel Latinoamérica | Ana Valparaíso                   |
| 2018      | Mi hermano es un clon         | Canal 13                     | Sonia                            |
| 2018-2019 | Premios Martín Fierro Digital | Crónica TV                   | Conductora                       |
| 2022      | Canta conmigo ahora           | Canal 13                     | Jurado                           |

## Cine
| Año  | Película                        | Personaje                          |
| ---- | ------------------------------- | ---------------------------------- |
| 2004 | Los Increíbles                  | Kari McKeen (doblaje argentino)    |
| 2006 | Cars                            | Kori Turbowitz (doblaje argentino) |
| 2007 | El arca                         | Leona Bruma (papel de voz)         |
| 2008 | High School Musical: El desafío | Marta                              |

## Teatro
| Año       | Obra                                    |
| --------- | --------------------------------------- |
| 2009-2010 | Confidencial, pistas sobre un asesinato |
| 2011-2012 | El mundo de Caro & Juanchi              |
| 2011-2013 | Zooilógico                              |
| 2013-2014 | Legalmente rubia                        |
| 2016      | Water polo, a bailar                    |
| 2017      | El nuevo mundo de Caro y Juanchi        |

## Discografía
| Año  | Título                     |
| ---- | -------------------------- |
| 2012 | El mundo de Caro & Juanchi |
| 2014 | Legalmente rubia           |

## Libros
| Año  | Título       |
| ---- | ------------ |
| 2008 | Entre chicas |

## Premios y nominaciones
| Premios Martín Fierro de Cable | Premios Martín Fierro de Cable                | Premios Martín Fierro de Cable | Premios Martín Fierro de Cable | Premios Martín Fierro de Cable |
| Año                            | Categoría                                     | Trabajo Nominado               | Resultado                      | Ref.                           |
| ------------------------------ | --------------------------------------------- | ------------------------------ | ------------------------------ | ------------------------------ |
| 2012                           | Mejor conducción femenina                     | La casa del pop                | Nominada                       | [ 3 ]                          |
| 2013                           | Mejor programa musical (pop/rock/latino/jazz) | La casa del pop                | Nominada                       | [ 4 ]                          |
| 2014                           | Mejor programa musical (pop/rock/latino/jazz) | La casa del pop                | Nominada                       | [ 5 ]                          |
| 2016                           | Mejor programa musical (pop/rock/latino/jazz) | La casa del pop                | Nominada                       | [ 6 ]                          |
| 2017                           | Mejor programa musical (pop/rock/latino/jazz) | La casa del pop                | Nominada                       | [ 7 ]                          |
| 2018                           | Mejor programa musical (pop/rock/latino/jazz) | La casa del pop                | Ganadora                       | [ 8 ]                          |